# 崔玄伯
崔宏（4世紀—418年），字玄伯，清河郡东武城县（今河北省衡水市故城县）人。北魏大臣、書法家。曹魏司空崔林的六世孫。崔宏歷仕前秦、後燕及北魏政權，在北魏歷仕道武帝、明元帝兩朝，也受二帝器重。

## 生平
崔宏年輕時已有卓越的才智，更有「冀州神童」稱號。前秦建元八年（372年），前秦陽平公苻融出任冀州刺史，虛心禮待當地士人，以崔宏為陽平公侍郎，領冀州從事，管記室。崔宏在外總管州內庶務，在內為苻融賓友，處事決斷都不曾遲滯。苻堅聽聞他的事跡，就召他入朝當太子舍人，但崔宏因母親有疾病而推辭，被貶為著作佐郎。建元十六年（380年），苻丕接替苻融任冀州牧，又以崔宏為征東功曹。前秦在淝水之戰後國內大亂，崔宏就逃到齊魯一帶地區避難，並打算南奔江南，卻遭軍閥翟釗及將領張願強留。後燕建興七年（392年），後燕滅翟釗，崔宏等人於是入仕後燕。崔宏歷任吏部郎、尚書左丞及高陽內史。
北魏皇始元年（396年），魏道武帝進攻後燕，攻陷常山（今河北正定），時為高陽內史的崔宏棄郡東走，魏道武帝因為早有聽聞其名聲，於是派騎兵去找他，並將他送來軍中。魏道武帝和他見面及對話後十分高興，即任命其為黃門侍郎，與張袞總理機要事務，創立國家制度。後轉吏部尚書。其時朝廷正在制訂官爵、撰寫皇帝臨朝的禮儀、調整音樂、制定律令以及申明禁令，崔宏都負責監察和最後決定的，自後都成了定則。及後北魏又設置八部大夫以模擬尚書八座，而崔宏就總管八部大夫以下的三十六曹，就如尚書省長官尚書令、尚書僕射那樣。以上都可見魏道武帝極之重用崔宏，其權勢當時已是無其他官員能及。崔宏又曾向魏道武帝講述以前朝代的典章制度，明君賢臣的事蹟以及朝代興衰更迭的原因，甚合魏道武帝意。又曾為其講解《漢書》，其中說到婁敬勸說劉邦以魯元公主和親匈奴一事時，魏道武帝嗟歎良久，更令他將公主都嫁到臣附的國家裏，朝中大臣即使如何顯貴也不能娶公主了。後崔宏罷尚書官，獲賜爵白馬侯，加周兵將軍，位同舊臣庾岳及奚斤等，但比他們更受魏道武帝寵信。
天賜六年（409年），清河王拓跋紹弒殺父親魏道武帝，當時朝中官員只知魏道武帝已死，但未知發生甚麼事，於是人心不安，人懷異志。拓跋紹見此，於是賜布帛給王公大臣以安眾心，然而只有崔宏沒有接受。不久齊王拓跋嗣回城，殺拓跋紹，即位為帝。魏明元帝隨即命崔宏與長孫嵩、奚斤、安同等共八人坐止車門右聽政，當時八人就被稱為「八公」。當時魏明元帝又特別嘉許崔宏不接受拓跋紹送的布帛，特地賜他二百匹布帛，令長孫嵩及其他曾接受過拓跋紹布帛的官員都十分慚愧。後魏明元帝又派使者巡行全國，查察不法的地方官員，而崔宏及穆觀就奉命查核結果及作出審理，得魏明元帝稱許其處事平允恰當。永興三年（411年）年末，崔宏又受命與長孫嵩在朝堂決定刑獄。
魏明元帝以郡國中的豪族大多其實是平民的禍害，於是下詔徵召他們，表面上是褒獎，實質是想他們離開原居地。只是眾人其實都不想離開本鄉，在地方官員的催逼之下，一些輕佻浮薄的年輕人就互相煽動，集結生事，西河郡及建興郡更是盜賊群起，官員都無法遏制。事情發展至此，魏明元帝見犯罪者實在太多了，根本不能全部誅殺，故此想用大赦解決事件。拓跋屈認為犯了罪不罰反赦不當，建議誅殺首領而赦免其黨羽；不過崔宏認為治國應以安民為本，建議只行大赦，若果有人獲赦後仍然作亂，那才行誅殺。魏明元帝終依從崔宏的建議。
神瑞二年（415年），并州胡人因飢餓而在上黨叛變，魏明元帝初以公孫表討伐但失敗，不想變亂影響農業收成，欲盡快解決，故問群臣意見。崔宏則分析公孫表之所以失敗並非實力不足，而是指揮調度失誤所致；叛亂的胡人雖然人多，但並無主將。因而建議由胡人都畏服的壽光侯叔孫建參與討伐，以其威名瓦解叛胡。魏明元帝依從，果然成功，於次年平定叛亂。不久拜天部大人，進爵為白馬公。
泰常三年（418年）夏天，崔宏病重，魏明元帝派了穆觀去聽其遺言，又派了侍臣查詢病情，一晚侍臣也要來回幾次報告。不久崔宏去世，魏明元帝亦下詔表示痛惜，追贈司空，諡號文貞。孝文帝拓跋宏時追錄先朝功臣，讓崔宏得享在太廟祭祀的禮遇。

## 性格特徵
崔宏立身雅正，並不入世，兵亂之間仍然自發地堅持專心向學，不營產業，故妻兒處於飢寒之中。其本人亦十分儉約，至北魏時雖然深受拓跋珪器重，但仍然不營產業，以致家徒四壁，連代步的車也沒有，七十之齡的母親也沒有豐富的膳食。故當時拓跋珪知道後更加欣賞他，賞賜甚厚。當時有人譏笑他太過儉約了，但崔宏反更加約束自己。
崔宏為官未試過表現得敢言，犯顏正諫；也不曾表現得阿諛奉承，附和別人。故此雖然拓跋珪晚年常常猜忌大臣，但崔宏都未受影響。
崔宏因承傳祖父崔悅精習衞瓘及索靖書法之學，故亦工草隸，更是當世書法楷模。崔宏的行書也很精巧。

## 家庭

### 祖父
- 崔悅，后赵司徒左長史、關內侯

### 父親
- 崔潛，前燕黃門侍郎

### 兄弟姐妹
- 崔徽，崔宏弟，北魏散騎常侍、督雍涇梁秦四州諸軍事、平西將軍、副將，行樂安王傅、濟南公
- 崔氏，嫁东晋征虏将军、青徐二州刺史刘该

### 夫人
- 范阳卢氏，盧諶孫女

### 子女
- 崔浩，長子，襲爵，北魏大臣，官至司徒，因國史之獄而被殺
- 崔簡，一名覽，次子，北魏大臣、書法家，歷任中書侍郎、征虜將軍，爵五等侯
- 崔恬，三子，官至上黨太守、平南將軍、豫州刺史。封陽武侯，與崔浩一同被誅

## 延伸阅读
[在维基数据编辑]
 《魏書/卷24》，出自魏收《魏书》
 《北史/卷021》，出自李延壽《北史》